# 向淑文
向淑文（1965年2月—），男，湖南溆浦人，中国数学学者。曾任贵州大学副校长、现任贵阳学院院长。主要从事向量优化和对策论等领域研究。

## 生平
1986年7月毕业于中南民族学院数学专业。1988年至1999年在贵州师范大学、贵州工业大学任教。1998年6月获得浙江大学应用数学专业博士学位。1999年后，历任贵州大学理学院数学系主任、理学院副院长。2008年后，历任贵州大学校长助理、发展规划处处长，副教务长、教务处处长等职。2014年12月，任贵州大学副校长。2015年6月，兼任贵州人民武装学院（贵州大学人民武装学院）副政委（党委副书记）、院长。2020年7月，任贵阳学院院长。